# Hertenstal (Assen)
De hertenstal is een rijksmonument in de Nederlandse plaats Assen.

## Beschrijving
In 1841 werd in opdracht van burgemeester Hendrik Jan Oosting een deel van het Asserbos gekapt voor de aanleg van een hertenkamp langs de Hoofdlaan (tegenwoordig: Dr. Nassaulaan).
Waarschijnlijk rond 1875, in de tijd dat het Van der Feltzpark werd aangelegd, werd op een belt in de hertenkamp een houten stal gebouwd. De stal heeft een bakstenen onderbouw, wanden die zijn opgebouwd met liggende planken en een met riet gedekt zadeldak met concaaf gewelfde dakschilden, een houten nok, geschulpte windveren en korte makelaars. Aan de noordoostkant zijn onder het afdak drie smeedijzeren ruiven voor de herten aangebracht.
De stal en de hertenkamp liggen binnen het beschermd stadsgezicht van Assen.

## Zie ook

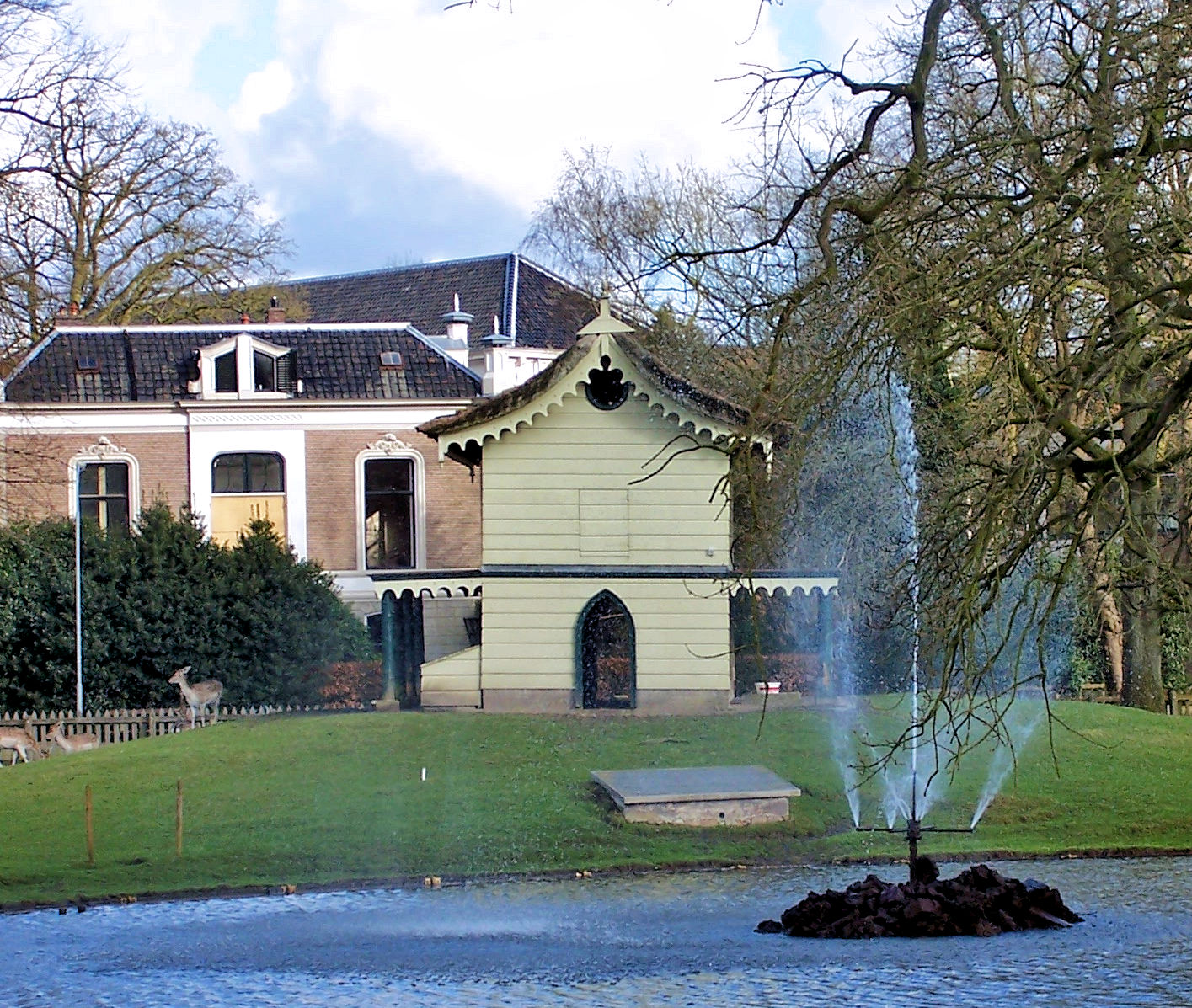
De stal in 2006, op de achtergrond het huis aan de Hertenkamp 1.